# Wilma von Vukelich
Wilma von Vukelich (* 8. Februar 1880 in Essek; † 24. März 1956 in Zagreb) war eine kroatische Schriftstellerin, die sich, ihren Memoiren nach, zum großen Teil ihrer Geburtsstadt widmete.

## Leben
Wilma von Vukelich wurde in der angesehenen Kaufmannsfamilie Miskolczy in Essek, dem heutigen Osijek geboren. Ihre Eltern waren jüdischer Herkunft und ihre Vorfahren waren aus Ungarn emigriert.
Die Familie lebte säkular. Was auch immer die Provinzstadt an Bildung anzubieten hatte, Wilma nahm es hocherfreut an. Um ihr Wissen zu vervollständigen und ihr Horizont zu erweitern, ging sie in ein Wiener Internat. Wie das zu jener Zeit in einer kleinen Stadt üblich war, sollte sich danach eine passende Heiratsgelegenheit ergeben. Allerdings gab sich Wilma damit nicht zufrieden, denn sie wollte sich selbstsicher weiterbilden und studieren, was damals für Frauen alles andere als üblich war. Nicht zuletzt wollte sie aus Liebe heiraten und nicht einen Anwärter, den ihre Familie für sie ausgesucht hatte. Von all ihren Wünschen, konnte sie sich nur bei der freien Ehepartnerwahl durchsetzen. Nachdem sie in Budapest und Pécs als Ehefrau des Lehrers Milivoj Vukelich vier Kinder geboren hatte, stellte sie fest, dass sie sich nicht frei entfalten konnte. Sie widersetzte sich der weit verbreiteten Auffassung der sogenannten „weiblichen Tugenden“ Mutterschaft, Bescheidenheit usw.
Wilma zog mit ihrer Familie nach München, holte ihr Abitur nach und studierte drei Jahre Biochemie. Hier entdeckte sie die Leidenschaft für das Schreiben und konnte außerdem ihrem Temperament freien Lauf lassen.
Im Jahre 1918, als die österreichisch-ungarische Monarchie zusammenbrach, kehrten Vukelichs nach Kroatien zurück. Sie veröffentlichte ihren ersten Roman Die Heimatlosen (1923). Das Werk ist eine sozialkritische Analyse über die Juden in Ungarn. Der Roman analysiert fünf jüdische Jugendliche, die sich den Normen der bürgerlichen Gesellschaft widersetzen.
Weil sich ihre beiden Söhne der revolutionären Arbeiterbewegung anschlossen und auch polizeilich verfolgt wurden, floh sie 1926 mit ihren Kindern nach Paris.
Während des Zweiten Weltkrieges lebte sie als Jüdin in Agram (Zagreb) in ständiger Angst vor Deportation und Verfolgung. Erst Jahre später erfuhr sie, dass ihre beiden Söhne im Krieg gefallen sind. Ihre letzten Jahre verbrachte sie zurückgezogen, ganz ihrer Tochter und ihrem Mann gewidmet.
Zwischen 1947 und ihrem Tode 1956 entstanden sechs Romane und ihre Memoiren.

## Werke
- Die Heimatlosen  (Roman) 1923.
- In engen Grenzen  (Roman)
- Zwölf um den Tisch  (Roman)
- Spuren der Vergangenheit, Osijek um die Jahrhundertwende  (Memoiren)
- Eine Chronistin des Judentums in Mitteleuropa